# Sharston
Sharston – osada w Anglii, w hrabstwie Wielki Manchester, w dystrykcie metropolitalnym Manchester. W 2011 miejscowość liczyła 16 754 mieszkańców.